# يوسف كامل باشا
يوسف كامل باشا (بالتركية: Yusuf Kâmil Paşa)‏ كان الصدر الأعظم للدولة العثمانية في الفترة ما بين 6 يناير 1863 حتى 3 يونيو 1863. تُوفي في 1876 بمدينة إسطنبول.